# 450-й военный госпиталь
450-й военный госпиталь Министерства обороны Российской Федерации — госпиталь, обслуживающий военнослужащих Оперативной группы войск в Приднестровье.

## История
Свою историю госпиталь ведёт от 170-го эвакоприёмника, который был сформирован 25 апреля 1942 года в составе Московского военного округа. В сентябре он был преобразован в 170-е Управление головного полевого эвакуационного пункта с эвакоприёмником штатом на 500 мест.
Боевой путь госпиталя начался под Сталинградом и закончился в г. Мельк, Австрия.

Согласно Директиве Генштаба Красной Армии № орг/1/143 от 16 сентября 1945 года и приказу по войскам 4-й гвардейской армии № 195 от 11 июля 1945 года эвакоприёмник номер 170-й был реорганизован в военный госпиталь с таким же номером с объёмом 50 коек в составе Центральной группы войск (Австрия). Через год на основании директивы Одесского военного округа № орг/1/828 от 25 июля 1946 года 170-й госпиталь был переведён в город Тирасполь с коечной ёмкостью 100 коек.
Во исполнение Директив Министра обороны Российской Федерации от 4 августа 2009 года № Д-67 дсп и штаба Московского военного округа от 12 сентября 2009 года № 5/1/2814, 1 декабря 2009 года 170 военный госпиталь (войсковая часть 41561) переформирован в структурное подразделение — госпиталь (на 150 коек, г. Тирасполь, Республика Молдова) 1586-го окружного военного клинического госпиталя город Подольск Московской области путём присоединения с пунктом дислокации — г. Тирасполь.
В соответствии с приказом МО РФ от 26.02.2010 года № 115, Директивы штаба МВО от 26.03.2010 года № 5/1/933, госпиталь (на 150 коек, г. Тирасполь, Республика Молдова) 1586-го окружного военного клинического госпиталя переименован в Филиал № 10 Федерального государственного учреждения «1586 окружной военный клинический госпиталь Московского военного округа» Минобороны России.

## Адреса
- Угол улиц Свердлова, 52 и Коммунистической, 17 (1946—1956 год)
- Бульвар Ю. Гагарина д. 1 (с 1956 года по н. в.)